# Stenolophidius
Stenolophidius is een geslacht van kevers uit de familie van de loopkevers (Carabidae). De wetenschappelijke naam van het geslacht is voor het eerst geldig gepubliceerd in 1948 door Jeannel.

## Soorten
Het geslacht Stenolophidius omvat de volgende soorten:
- Stenolophidius alluaudi Jeannel, 1948
- Stenolophidius bequaerti (Burgeon, 1936)
- Stenolophidius borkuanus Bruneau De Mire, 1990
- Stenolophidius elaphus (Alluaud, 1916)
- Stenolophidius leleupi Basilewsky, 1951
- Stenolophidius leroyi Basilewsky, 1951
- Stenolophidius pallidus (Boheman, 1848)
- Stenolophidius posticalis (Putzeys, 1880)
- Stenolophidius seydeli Basilewsky, 1951
- Stenolophidius terminalis (Chaudoir, 1843)
- Stenolophidius villiersi Basilewsky, 1967